# Melite (Demos)

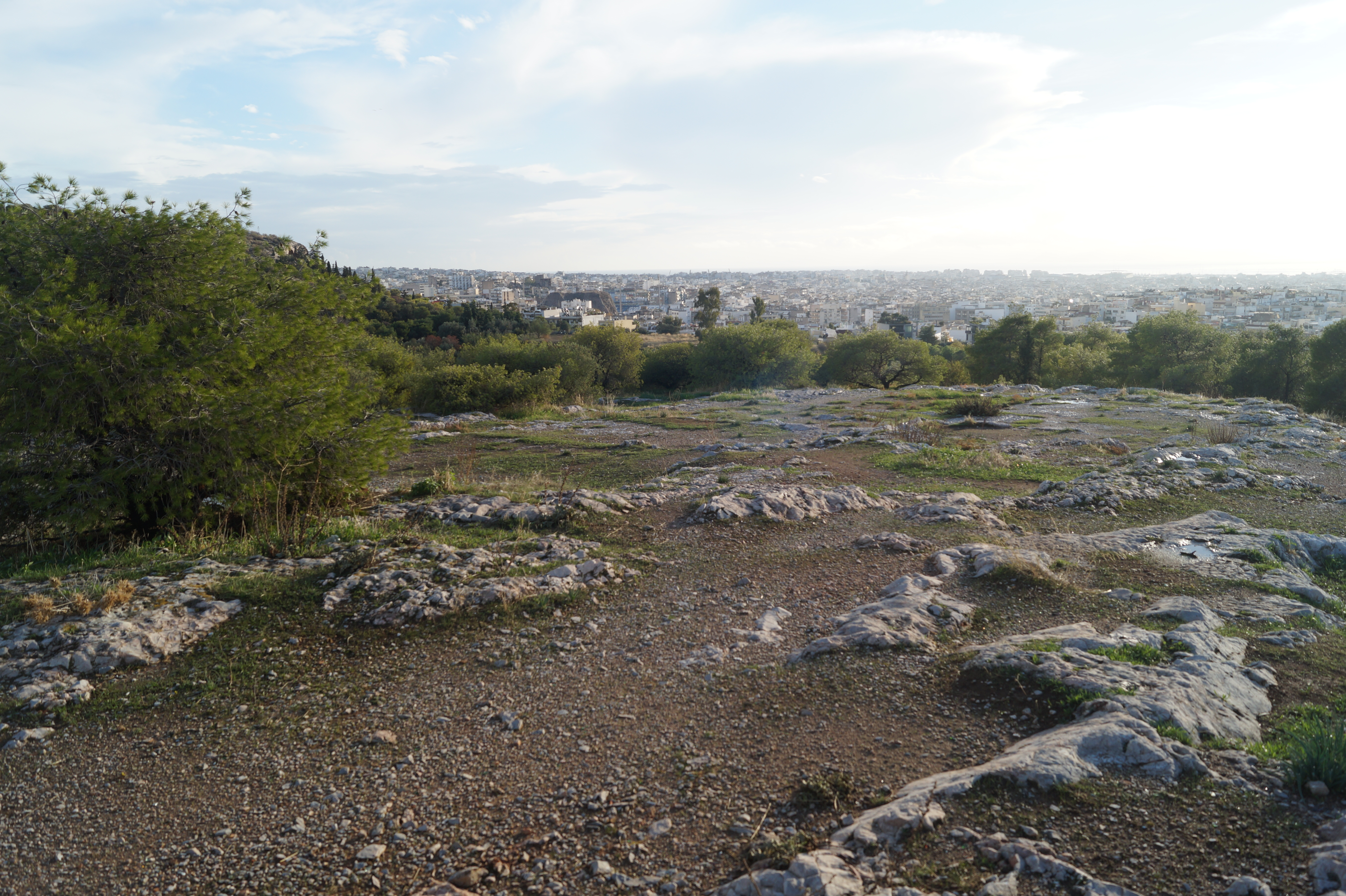
Antike Hausfundamente des Demos Melite

Melite (griechisch Μελίτη) war in der Antike einer der bevölkerungsreichsten Demen der Stadt Athen. Er gehörte nach den Reformen des Kleisthenes zur Phyle Kekropis, in dieser zur Trittys („Drittel“) asty („Stadt“), die vermutlich auch Melite hieß und lag innerhalb der Themistoklischen Stadtmauern westlich der Akropolis. Zu Melite gehörten die Agora, der Hügel Kolonos Agoraios, der Nymphenhügel und die Pnyx. Im Süden grenzte der Demos Kollytos, im Norden Kerameikos und im Südwesten Koile an Melite. Der Demos stellte sieben Mitglieder für den Rat der 500 (Bule).

## Mythologie
Der Demos soll nach der Naiade Melite, der Frau des Herakles und Tochter des Myrmidon, benannt worden sein. Eurysakes, der Sohn des Aias, soll nachdem er die Insel Salamis an die Athener übergeben hatte, in Melite gewohnt haben. Von ihm soll das Geschlecht Eurysakiden, das viele Priester hervorbrachte abstammen. Auch Alkibiades führte sich darauf zurück.

## Heiligtümer
In Melite gab es zahlreiche Heiligtümer. Hierunter befinden sich der bekannte Tempel des Hephaistos, das Eurysakeion, das Melanippeion, hier war Melanippos, der Sohn des Theseus begraben und je ein Heiligtum für Zeus und die Nymphen. Themistokles erbaute um 480 v. Chr. das Heiligtum für Athene Aristobula (altgriechisch Αριστοβούλα = am besten ratend). Außerdem gab es noch ein Heiligtum des Herakles, in das man 426 v. Chr., nachdem man die Attische Seuche überwunden hatte, eine Statue des Herakles Alexikakos (altgriechisch Αλεξίκακος = Böses abwehrend) geschaffen von Phidias oder seinem Lehrer Ageladas, weihte.

## Geschichte
In Melite wohnten unter anderem die Politiker und Feldherrn Miltiades, Themistokles, Kimon, Kallias II., Alkibiades und Phokion, der Philosoph Epikur und Antiphon, Halbbruder des Philosophen Platon und der Olympionike Kimon. Ferner sind für diesen Stadtteil zahlreiche Metöken bezeugt. Nach seinem Tod wurde Thukydides bei dem Tor, das nach dem Demos das melitische hieß, begraben. Im sogenannten Haus der Melitier wurden Tragödien einstudiert.
Nachdem die Diateichisma (Quermauer), die quer durch Melite verlief, Ende des 4. Jahrhunderts v. Chr. erbaut wurde, begann der Niedergang des Demos. An den Straßen außerhalb der Mauer ersetzten von der späthellenischen bis zur römischen Zeit allmählich Grabbauten die Häuser. Strabon berichtet, dass es zwischen Melite und Kollytos keine Grenzsteine gab, was oft zu Streitigkeiten führte.